# Clouseau
Clouseau é uma banda belga, oriunda da região da Flandres e que canta, principalmente em neerlandês, se bem que tenham feito alguma incursão na língua inglesa.

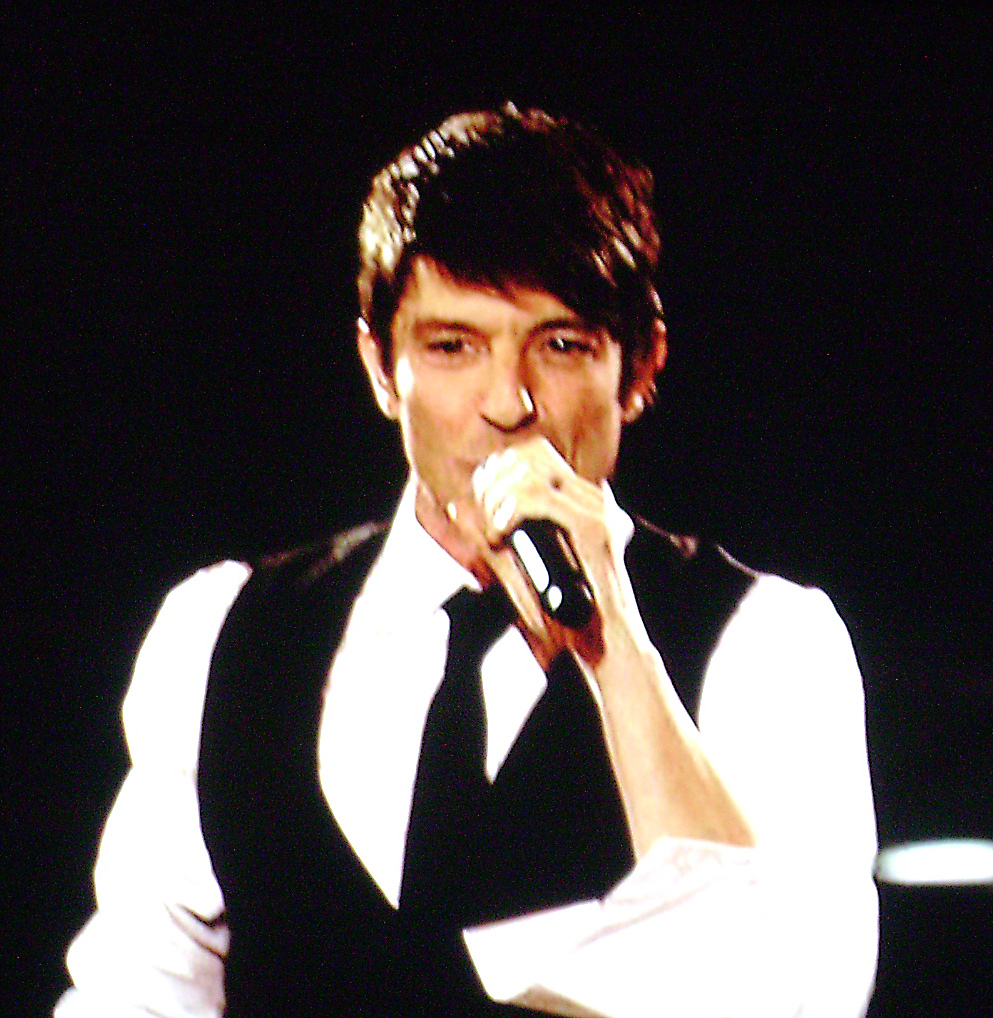
Koen Wauters, membro dos Clouseau cantando em Antuérpia em 2005.

## História
A banda foi formada em 1984. O seus êxitos mais famosos são  Daar gaat ze ("Lá vai ela", nº #1 nos Países Baixos) em 1990 e Passie ("Paixão", nº #1 nos Países Baixos em 1995).
Clouseau foi criada por Bob Savenberg, que deu esse nome à banda para homenagear o Inspetor Clouseau, um personagem que ele tentou imitar e à qual ele deu o nome a uma estação de rádio. .
Inicialmente, Clouseau só interpretava em atos locais, os quais tinham muito êxito. O cantor Koen Wauters deixou o grupo para cantar noutra banda local, mas em 1987 foi persuadido para regressar.
Em 1987, foram descobertos no Festival de Marktrock em Lovaina, Bélgica. O seu primeiro single Brandweer ("Departamento de incêndios", que pode também ser traduzido como ou  como "Ardendo de novo) vendeu 427 copias. A sua estreia em televisão deu-se em novembro desse ano.
Em 1989 Clouseau participou nas audições belgas para o Festival Eurovisão da Canção. Terminaram em segundo lugar, mas a sua canção Anne foi um grande êxito na Bélgica. A popularidade de Clouseau na Bélgica disparou e nesse ano produziram o seu primeiro álbum Hoezo? ("Como assim?").
Em 1990 o disco  Daar gaat ze foi um grande êxito na Bélgica e nos Países Baixos e vários sucessos se seguiram . Em 30 de setembro desse ano, Tjen Berghmans deixou o grupo.
Em outubro de 1990 Clouseau lançou o seu segundo álbum , Of zo... . Em março de 1991, Karel Theys deixou o grupo, deixando a nanda apenas com apenas três membros. Nesse ano  Clouseau terminou em 16º lugar no Festival Eurovisão da Canção 1991, com a canção Geef het op mas a sua participação naquele festival resultou no seu lançamento a nível europeu. O seu álbum em inglês Close Encounters teve um grande êxito na Alemanha. Durante este tempo, Clouseau também produziu álbuns ao vivo.
Em 1993 seguiu-se um álbum em neerlandês Doorgaan ("Continuar"). Ao mesmo tempo, Clouseau começou uma turné europeia como parte do programa da banda Rozette. O segundo álbum em inglês , In every small town foi gravado em Los Angeles. Este álbum foi quase ignorado pela crítica fora dos países do Benelux. Desde então, Clouseau desistiu de cantar qualquer canção em inglês, optando pelo neerlandês.
Em 1995 saiu o álbum Oker ("Ocre"), que incluía o tema   Passie ("Paixão" que foi um grande sucesso no Benelux). Em 1996, o fundador da banda  Bob Savenberg deixou o grupo. Em setembro desse ano, lançaram o álbum  Adrenaline ("Adrenalina").
No dia 22 de dezembro de 1998, Koen Wauters casou-se com a jornalista de televisão neerlandesa Carolyn Lilipaly (mas divorciaram-se em 2002). Em 1999, a banda lançou o   álbum In Stereo. Clouseau começou a tomar uma direção. Um álbum ao vivo foi lançado em 2000, e os Clouseau efetuaram uma nova turné pela Bélgica e Países Baixos.
Em 2001, Clouseau lançou um novo CD En Dans ("E Baile") - com arte de Marcel Vanthilt - e a canção homónima foi um grande êxito. Quando os fãs da banda esperavam um novo álbum, eis que os dois membros da banda apresentaram  Idool 2003 e Idol 2004 (a versão belga do concurso Pop Idol) na VTM. Em outubro de 2003 lançaram o álbum Vanbinnen ("Dentro").
De alguns anos até agora  (2002-2003-2004-2005) Clouseau têm feito concertos  no  Het Sportpaleis (arena desportiva) em Antuérpia. Esses concertos que se realizaram por alturas do Natal,  tiveram grande êxito, sempre esgotados e tiveram de realizar outros concertos durante o resto do ano. Em 2005 deram  13 concertos para mais de 200.000 visitantes (13 x 17,500). Devido à participação de  Koen no Rally Dakar, não fizeram mais concertos nesse ano.
Clouseau interpretou em Antuérpia nos  concertos 0110 pela tolerância, organizados por Tom Barman.
O seu último CD Vonken & Vuur ("Chispas & Fogo") foi lançado em março de 2007.

## Membros
- Tjen Berghmans (até setembro de  de 1990)
- Karel Theys (até março de de 1991)
- Bob Savenberg (até 1996)
- Kris Wauters
- Koen Wauters

## Banda
- Frank Michiels (Percussões)
- Hans Francken (Teclados)
- Herman Cambré (Tambores)
- Eric Melaerts (Guitarra)
- Tom Vanstiphout (Guitarra)
- Vincent Pierens (Guitarra)

## Discografia
- Hoezo? (1989)
- Of zo... (1990)
- Close Encounters (1991)
- Live '91 (1991)
- Doorgaan (1993)
- In Every Small Town (1993)
- Het Beste van (1993)
- Oker (1995)
- Adrenaline (1996)
- 87- 97 (1997)
- In Stereo (1999)
- Live (2000)
- Ballades (2001)
- En Dans (2001)
- Live in het Sportpaleis DVD ("Ao vivo no Palácio dos Desportos, Antuérpia") (2003)
- Vanbinnen (2004)
- Clouseau in 't lang DVD ("Ao vivo Palácio dos Desportos, Antuérpia") (2006)
- Vonken en Vuur (2007)